# Андроник II Велики Комнин
Андроник II Велики Комнин (грч. Ανδρόνικος Β΄ Μέγας Κομνηνός) је био трапезунтски цар од 1263. до 1266. из династије Великих Комнина. 
Андроник II Велики Комнин (грчки: Ανδρονικος Κομνηνος; 1240 – 1266), био је цар Трапезунтског царства од 1263. до 1266. године, на престолу је наследио свога оца цара Манојла I, међутим његова владавина била је кратка. завршена је због његове преране смрти, узрок смрти није забележен. Главни догађај његове владавине био је коначни губитак Синопе, коју заузимају Турци Селџуци под намесништвом Муин ал-Дин Сулејмана, такође познатог као Перване, у лето или јесен 1265. године. Заузимање Синопе од стране Турака дало им је најбољу луку на Црном мору, што им је омогућило да створе морнарицу и да се такмиче са Трапезунтом за утицај у Црном мору.
Цар Андроник II је био најстарији син цара Манојла I Комнина и његове прве жене царице Ане Ксилалоје, трапезунтске племкиње. Према хроничару Михаилу Панарету, „И тако је његов син од госпе Ане Ксилалоје, господар Андроник II Комнин, кога је Манојло позвао и изабрао да преузме престо, постао цар и владао три године. И умро је 1265/1266.“ У свом списку царева пре Алексија II, Константин Лукит не помиње цара Андроника II. Н. Оикономидес спекулише да је Лукит изоставио цара Андроника II са своје листе јер је цар искључен из званичне галерије царева ТрапезунТа.
Мало тога се зна о његовој краткој владавини. Трапезунt је наставио да цвета као трговачки центар — два трговца из Марсеја су била тамо 1263. и 1264. године, носећи писмо са препорукама Карла Анжујског, грофа од Провансе.